# Maňásek (loď)

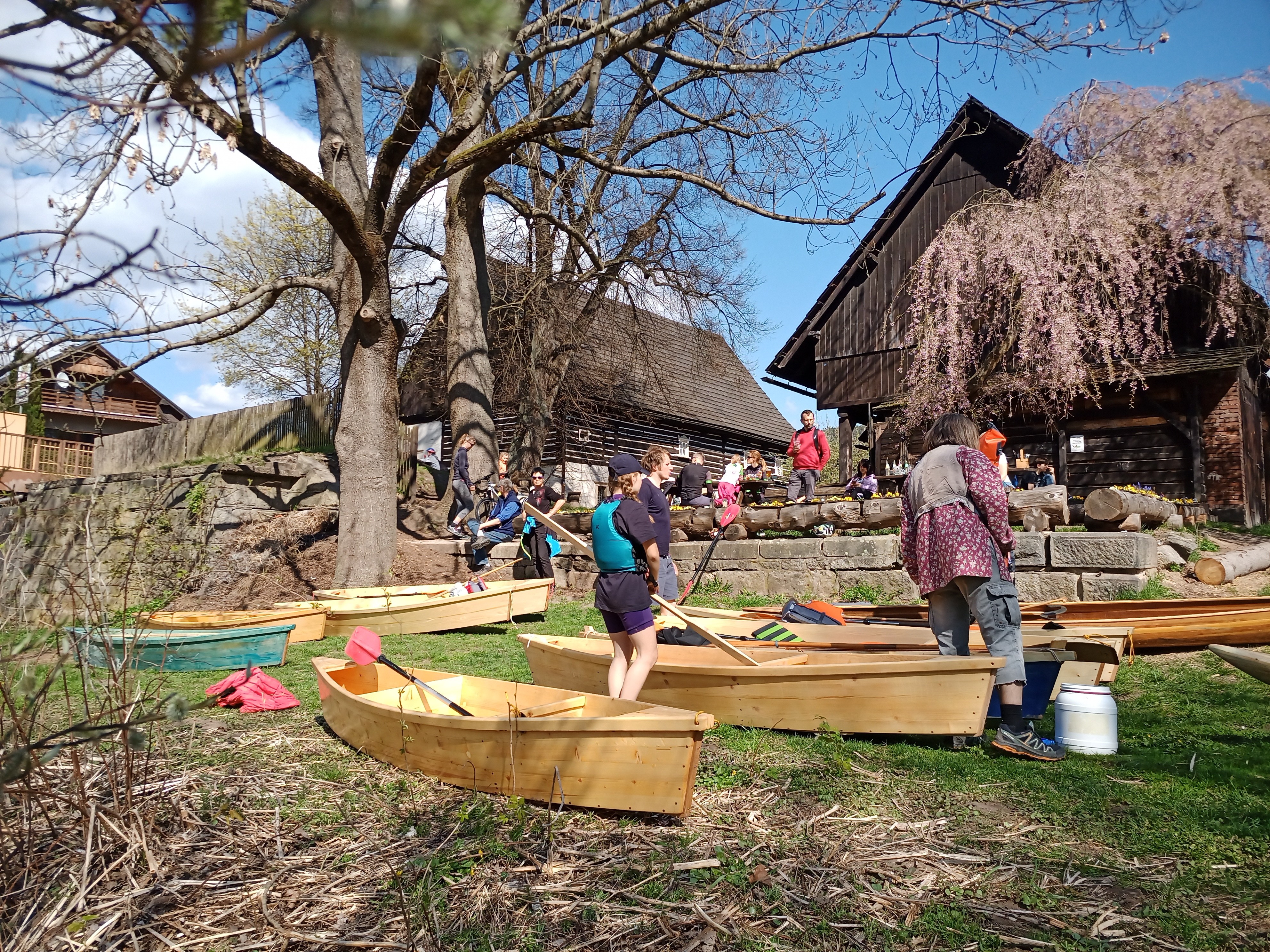
Skupina maňásků připravená k vyplutí

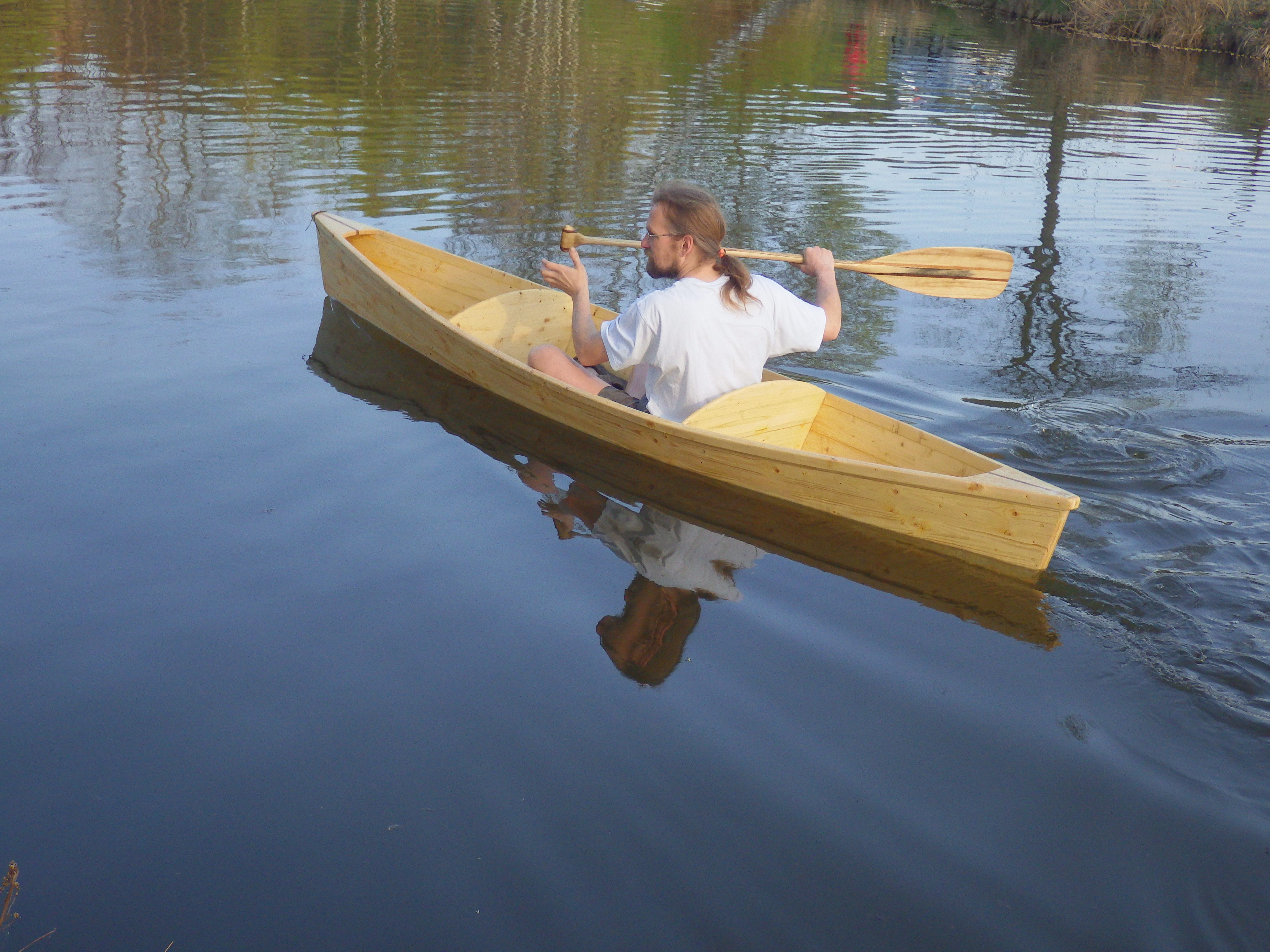
Maňásek na klidné vodě

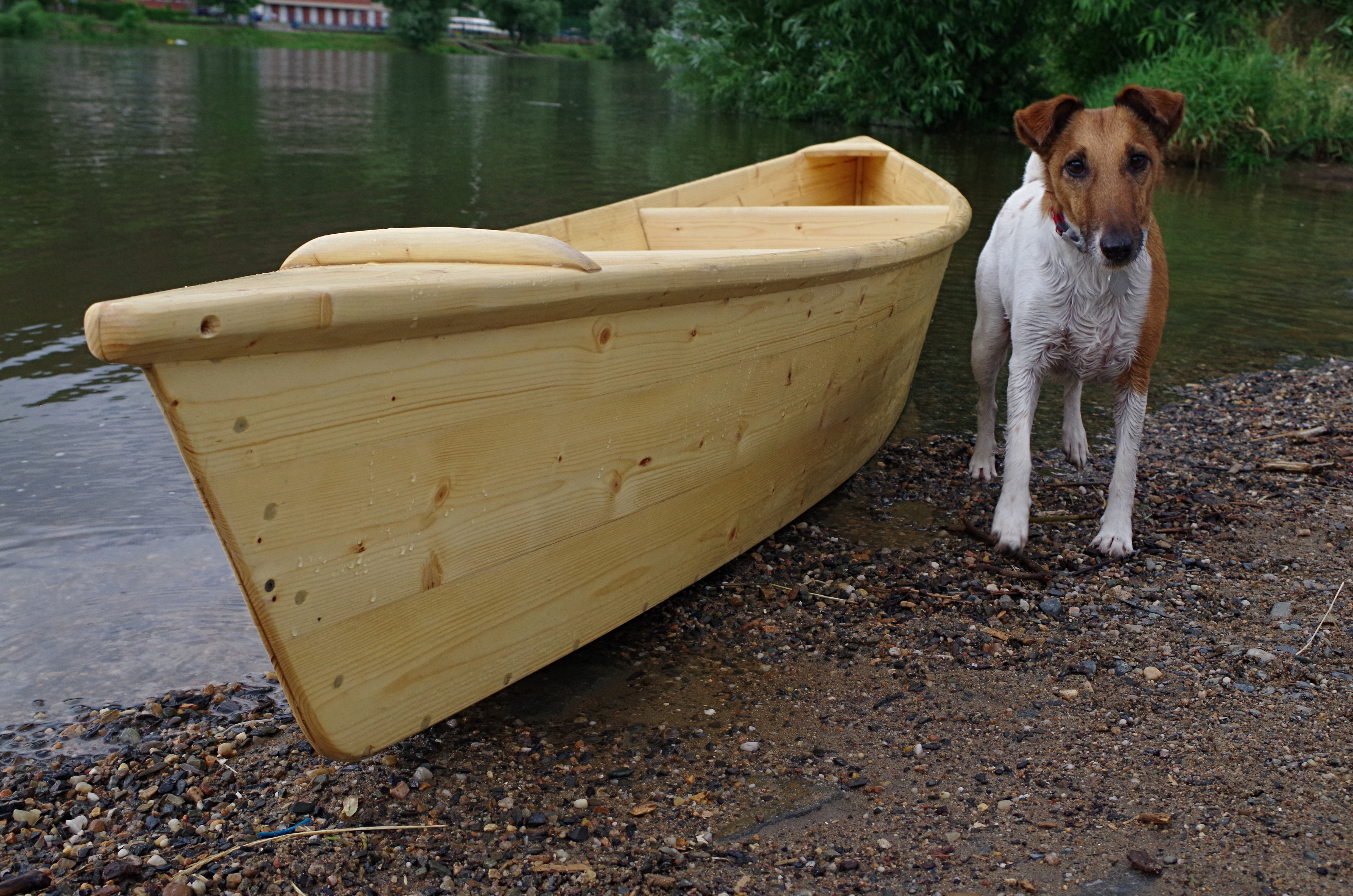
Maňásek na břehu

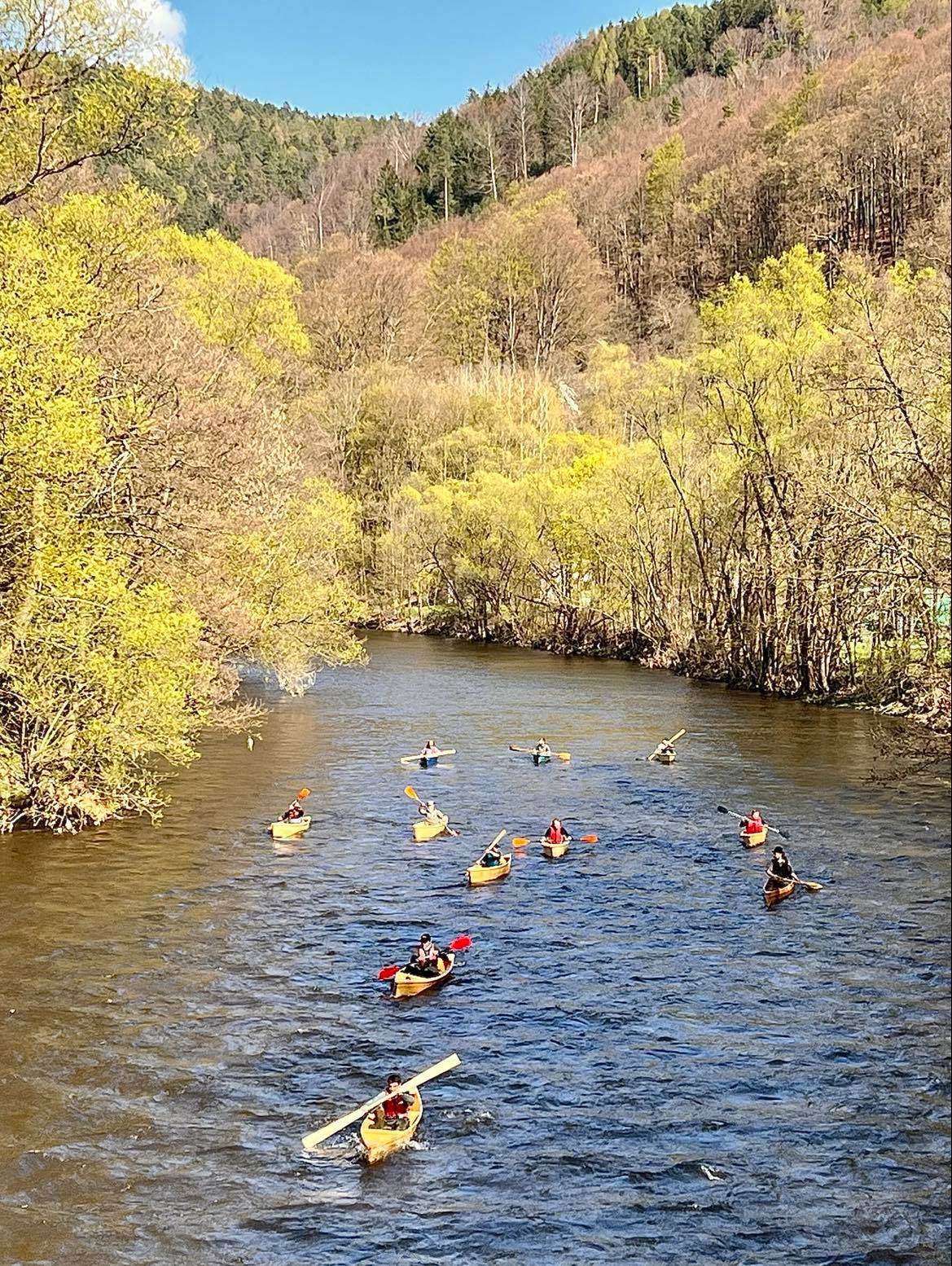
Skupina maňásků na řece

Maňásek je loď jednoduché dřevěné konstrukce, jejíž počátky v Česku sahají pravděpodobně k loďce zvané Ježdík, kterou si postavil Josef Rössler-Ořovský. Loďka se vyskytuje například v knížkách Jaroslava Foglara. Konstrukce je jednoduchá, základ tvoří jedno prkno jako dno, dvě prkna jako boky a dvě krátká čela, která zhruba v třetinách lodí rozpírají boky od sebe. V poslední době se objevuje řada maňásků uzpůsobených pro osoby větší postavy a stavěných z dřevěné, většinou smrkové spárovky, nebo z palubek. Povrchová úprava se provádí tradičně lněným olejem, nebo fermeží. Původní maňásky pro jednu osobu byly 330 cm dlouhé a 70 cm široké z prken 12–16 mm silných. Dnešní, na větší postavu jsou 360 cm dlouhé a 80 cm široké. Výjimečně se vyskytovaly i maňásky pro dvě osoby. Výroba maňásků byla vždy oblíbená pro jednoduchost a rychlost procesu a malou náročnost na potřebné vybavení. K pohonu maňáska se používá kajakové pádlo se dvěma listy. Historicky maňásky byly plavidlem skautů, ale i pro jiné děti, nebo v půjčovnách na plovárnách. Do současnosti se zachovalo jen málo historických kusů. Některé z nich jsou ve Vodáckém muzeu ve Zruči nad Sázavou.
Návod a výkresy na původní verzi maňáska jsou v knize Zdeňka Oppla Jak si postavím maňásek, kajak, oplachtěnou pramičku.
Původ pojmenování není jasný. Václav Machek vyslovuje zpochybňovanou domněnku, že pochází z toho, že malá loď je vyplněna tělem podobně jako loutka maňásek je vyplněna rukou.